# Майор Ігор Грім
«Майор Ігор Гром» (рос. «Майор Игорь Гром») — серія російських коміксів про майора поліції з Санкт-Петербурга Ігоря Гріма, створена видавництвом «Bubble Comics». Є продовженням серій «Ігор Грім» і «Майор Грім». Сценарій коміксу написали Олексій Волков і Євген Єронін, а ілюстрації виконав художник Олег Чудаков.

## Сюжет
Колись Ігор прославився, як найуспішніший, чесний і принциповий слідчий Санкт-Петербурга, Росія. Він переміг безліч злочинців, вибрався з сотень колотнеч, але навіть його дух одного разу виявився пригнічений труднощами. І все ж, навіть втративши кохану дівчину, втративши роботу і свою репутацію, Грім все одно не кинув боротися за мир в рідному місті. Випробування Гріма не зломили — з часом він завів нових друзів, відновив стосунки зі старими, повернув контроль над своїм розумом і зумів очистити ім'я. Тепер, коли Ігор повернувся на службу, спокій громадян Санкт-Петербурга знову охороняє майор Грім.
Але життя теж не стояло на місці. Ким же незломлений герой стане тепер? Знову стане кращим слідчим міста, або в одну річку не ввійти двічі? А може, заведе нові знайомства? Або знову виявиться жертвою обставин? 
Оскільки Діма Дубін (напарник Гріма за часів служби) піднявся за званням, поки Грім не служив в поліції, Гріму дають нового напарника — Айсу Уланову, з якої йому і належить розкривати нові справи та боротися зі злочинністю.

## Персонажі
- Майор Грім (Ігор Грім) — головний герой, поновлений майор поліції
- Дмитро Дубін — приятель та колишній напарник Ігоря
- Айса Уланова — нова напарниця головного героя
- Ірина «Шарлотта» — знайома Ігоря Гріма
- Федір Прокопенко — досвідчений слідчий, полковник поліції
- Фейк